# Los de Adentro
Los de Adentro est un groupe colombien de rock, originaire de Barranquilla, Atlántico

## Histoire
Ils débutent sous le nom de Kaoz, formé par Joe Carvajal (chant), Eliuth Martínez (guitare), Johan Daccarett (claviers), Francisco Foschi (basse) et Juan Camilo Dávila (batterie). Ils se font connaître à Bogota en jouant dans des bars alors qu'ils étaient encore étudiants à l'Universidad Piloto de Colombia. Après un certain temps, ils décident d'enregistrer une démo qui leur permet de se faire connaître davantage. En 1995, ils participent au Festirock del Caribe, où ils remportent le prix du meilleur groupe de rock. Le groupe devient si populaire qu'il est invité à la soirée MTV Amérique latine à Cartagena de Indias en 1996. 
En 1998, ils changent de nom et deviennent Los de Adentro. La même année, ils enregistrent leur premier album studio éponyme, produit par Dennis Murcia, directeur et producteur de Sony Music, auquel collaborent deux autres invités, et qui met en avant un rock contemporain influencé par des groupes de différentes générations. Un peu moins de quatre mois après la sortie de Una canción en tant que single promotionnel, ils ont effectué plusieurs tournées, générant une grande sensation et une grande euphorie parmi leurs fans. En 2001, alors qu'ils ont terminé la production de leur deuxième album Como un niño, ils décident de se désintégrer en raison des nombreux problèmes causés par le temps qu'ils passent ensemble ; ils partent pour les États-Unis et chacun suit sa propre voie.
Quelque temps plus tard, on leur demande de se réunir, mais seuls Eliuth Martínez, Johan Daccarett et Joe Carvajal acceptent l'appel, enregistrant un album intitulé Volver amar dans lequel se distinguent des chansons telles que Nubes negras, No más et Tú y yo. Après l'enregistrement de cet album et après avoir obtenu un grand succès, Joe Carvajal décide, pour des raisons personnelles, de commencer sa carrière en tant qu'artiste solo.
En 2008, ils introduisent un nouveau chanteur, Bryan Visbal, qui leur donne un nouvel air, tout en conservant le même style qui les caractérise. Leur production discographique (avec Universal Music Group comme label) s'appelle Se apaga el silencio, qui comprend le single à succès Dime que sí, le premier single de ce disque, et la chanson Quiero amarte. Fin 2010, Bryan Visbal décide de se lancer en solo. En 2013, le chanteur Joe Carvajal revient dans le groupe grâce à une invitation à jouer en Australie, peu après laquelle ils décident de revenir avec le nouveau single Bajo el cielo azul. Le 30 mai 2014, ils assurent la première partie de Los toreros muertos au Downtown Majestic de Bogota.
Le 25 juillet 2024, ils inaugurent la Casa Colombia à Paris, pour les jeux olympiques d'été de 2024.

## Discographie
- 1998 : Los de Adentr (Sony Music)
- 2001 : Cómo un niño (Sony Music)
- 2004 : Volver Amar (Sony Music)
- 2008 : Se apaga el silencio (Universal Music)
- 2019 : Entropía

## Distinctions
- Premios Nuestra Tierra (nomination)[7]
- Latin Grammy Awards (nominations)
- MTV Music Awards (nominations)